# Heliophila deserticola
Heliophila deserticola är en korsblommig växtart som beskrevs av Rudolf Schlechter. Heliophila deserticola ingår i släktet solvänner, och familjen korsblommiga växter. Inga underarter finns listade i Catalogue of Life.